# 出水麻衣のTBSチャンネルガイド
出水麻衣のTBSチャンネルガイド（でみずまいのTBSチャンネルガイド）は、CS放送のTBSチャンネルで2006年10月16日（2006年11月号）から2009年3月16日（2009年3月号）まで不定期で放送されていた番組である。

## 概要
- 2005年4月より放送されていた『小林麻耶のTBSチャンネルガイド』が2006年10月よりリニューアルし、TBSアナウンサーの出水麻衣がTBSチャンネルの番組宣伝をする番組。
- 最新作のオリジナル番組や名作ドラマ、ライブ、スポーツ中継などの、翌月のオススメ番組・スペシャル番組を紹介する。
- タイトルは「出水麻衣のTBSチャンネルガイド○月号」（○には月が入る）で、放送は前月16日から。
- 「マイマイのチャンネルニュース」と「出水麻衣のオススメ番組ガイド」の2種類があり10分枠は前者のみ、20分枠は両方が流れる。
- バックのCGは当初、小林麻耶時代のものがほぼそのまま使われていたが、「〜チャンネルニュース」は2007年5月号より一新され、それより前のCGは「〜レギュラー番組ガイド」（後の「〜オススメ番組ガイド」）に転用された。
- 2009年3月号の中で、本号をもって終了することが出水麻衣本人から発表された。後継番組は『枡田絵理奈のTBSチャンネルガイド』が2009年3月16日より放送されている。

## マイマイのチャンネルニュースについて
- 出水麻衣が「マイマイ」の名前で登場し、開始当初はピンクのプードル衣装のペロペロキャンディーを模した棒を持ちながら番組の紹介をしていた。
- 2007年4月号よりテントウムシをモチーフとした衣装に変更。棒も先に星が付いた物になった。
- 2007年5月号には番組初となるゲストが出演。
- 2007年11月号については10月末頃から放送が自粛された。これは、当初TBSチャンネルにて放送予定であった『HOTEL』が出演者の逮捕に伴い放送中止となったためである（残りの期間は後述の「レギュラー番組ガイド」に差し替えて対応）。

## 出水麻衣のオススメ番組ガイドについて
開始当初は「出水麻衣のレギュラー番組ガイド」のタイトルで出水麻衣が月替わりの様々なコスプレで2007年までは番組の紹介をしていたが、2008年以降はそれを辞め、ワンピースなど通常の服装になっている。2008年4月号より上記のタイトルに変更。

### 衣装
- 2006年
  - 11月号　白いセーターとスカート
  - 12月号　レディース・サンタクロース
- 2007年
  - 1月号　晴れ着
  - 2月号　研修医
  - 3月号　サッカー選手
  - 4月号　チアガール
  - 5月号　女性警官
  - 6月号　ウェディングドレス
  - 7月号　フラガール
  - 8月号　浴衣
  - 9月号　探検隊
  - 10月号　画家
  - 11月号　はいからさん
  - 12月号　トナカイ

## スタッフ
- プロデューサー：矢島公紀